# 五朔節

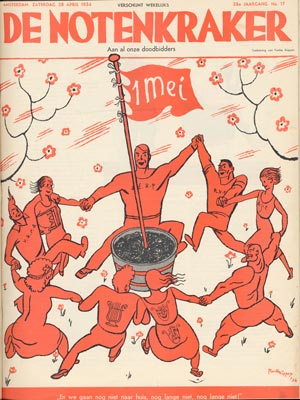

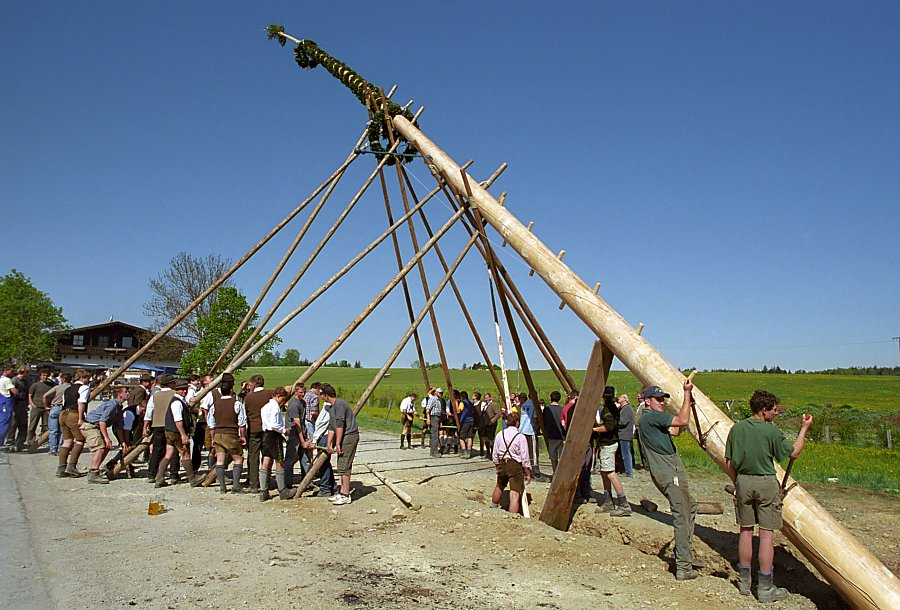
德國薩爾的Ellbach河的五朔節花柱

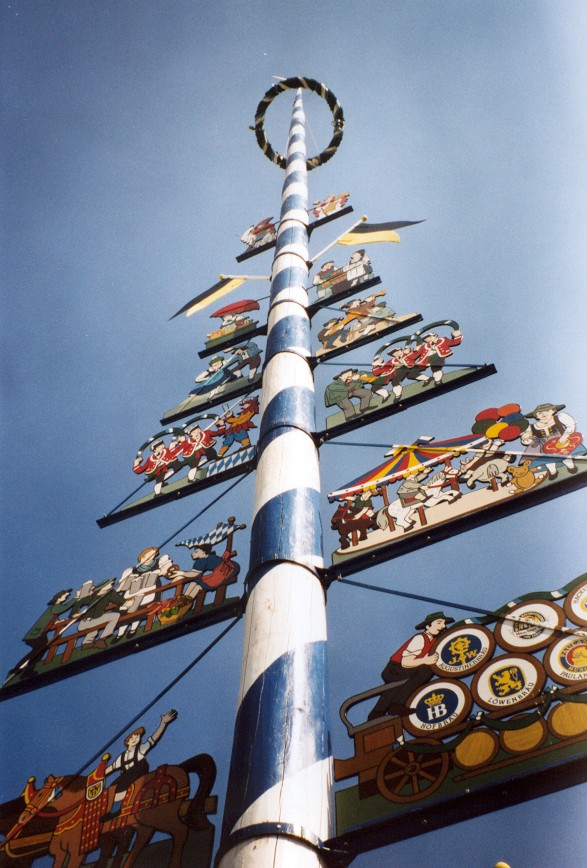
德國慕尼黑的五朔節花柱

5月1日的五朔節對於許多北半球各地的文化而言是春季的傳統節日，通常是公共節日 。

## 傳統五朔節慶典
五朔節與凱爾特人的貝爾丹火焰節及日耳曼人的節日沃普爾吉斯之夜有關。五朔節距11月1日正好六个月，而后者也和各种北欧和北半球异教节日相关，并且传统上会以各种庆典庆祝这个节日。
随着欧洲被基督化，异教节日失去了宗教特征并变为流行的世俗庆典，比如五朔節；或者被合并为新的基督教节日比如圣诞节、复活节、五旬节、或被其所代替。在20世纪及21世纪，许多新异教徒开始重建以前的传统并将五朔節当作异教宗教节日庆祝。

### 由來
最早的五朔節庆典出现在前基督时代，同时期还有罗马花朵女神佛洛拉的节日及沃普爾吉斯之夜。同时也与與凱爾特人貝爾丹火焰節有关。许多异教徒庆典在欧洲的转变过程中被舍弃或被基督教化。一个更世俗的五朔節持续在欧洲及美洲被观察到。这种五朔節庆典可能以跳五朔节花柱舞及加冕五月女王而闻名。各种异教徒团体在5月1日(以各种程度)重构不同版本的习俗。
许多欧洲异教文化中这天都是一个传统夏季节日。2月1日是春天的第一天，而5月1日是夏天的第一天，所以6月25日(现为6月21日)的夏至（summer solstice）实为仲夏（midsummer）。在罗马天主教传统中，5月是馬利亞之月（Mary's month），在这些前提下五朔節会庆祝受上帝恩宠的馬利亞 (耶穌的母親)，艺术作品及学校幽默短剧及其他会用花装饰馬利亞的头部。自20世纪末赠送五月篮子的習俗越来越不流行，在这种习俗中人们将装有糖果和/或花朵的篮子放在邻居的门阶上，通常是匿名的。

### 欧洲

#### 英國
Roodmas 是英格兰于5月1日午夜庆祝基督教彌撒的慶典。

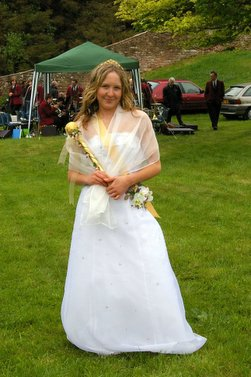
英國坎布里亞郡 Melmerby 村莊的五月女王

傳統英國五朔節儀式及慶典包括跳莫里斯舞（Morris dance）及加冕五月女王還有涉及五朔節花柱的活動。許多衍生於盎格魯-撒克遜異教習俗傳統在「Þrimilci-mōnaþ」 [ 5月的古英語記法，意爲三次擠奶之月（Month of Three Milkings）] 舉行，伴隨其他凱爾特人傳統。

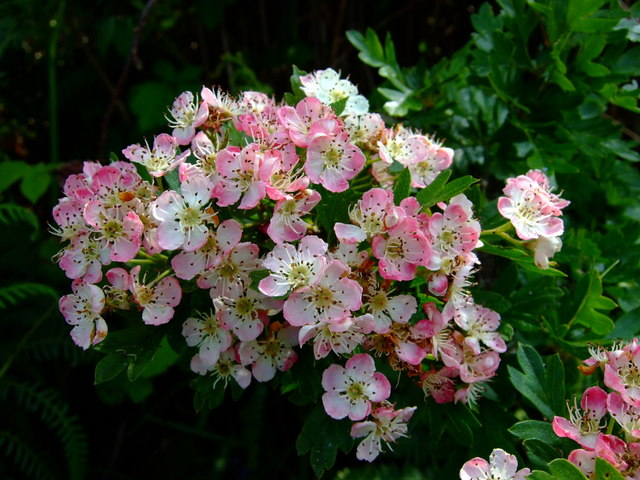
五月花，五月樹的花。

五朔節慶祝春季的肥沃，村莊居民聚在一起舉行宴會。自從天主教曆法的改革後，5月1日是聖若瑟勞工主保瞻禮(Feast of St Joseph the Worker)。播種在這一天已經結束，給農場工人一天假期是比較方便的。最著名的可能是舞者身系彩帶圍着五朔節花柱的傳統。
五朔節 銀行假日，5月的第一個星期一，僅有的影響公立學校傳統節日，一些試圖平均學期的新安排使得原本不固定的耶穌受難節及復活節星期一銀行假日也有可能落在這段時間內。五朔節銀行假日於1978年創立。2011年二月，有報道稱英國議會在考慮廢棄五朔節的銀行假日，以10月的銀行假日代替，或許是爲了與特拉法加日(Trafalgar Day)(10月21日)一起組成一個「英國日」 。
五朔節在空位期被清教徒議會廢除，慶典也被禁止，但隨着查理二世於1660年的復辟而又再次恢復。

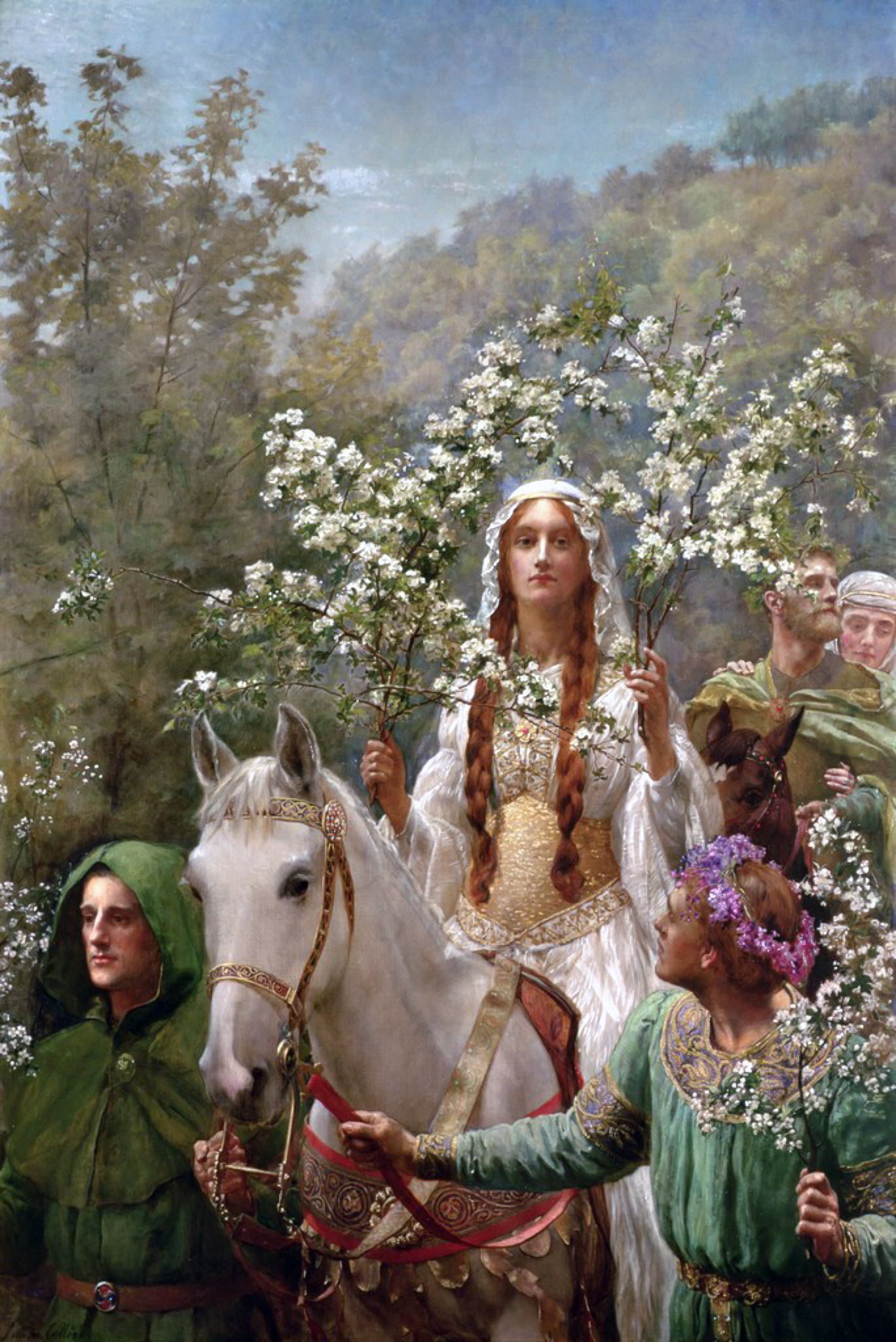
王后桂妮薇兒的五朔節歡慶活動

在牛津的傳統是人們會於早上6點聚集在抹大拉學院的抹大拉塔下聽學院唱詩班吟唱傳統牧歌（madrigal）以作爲對前一天夜晚慶典的總結。有人認爲從抹大拉橋跳入谢尔威尔河(River Cherwell)是一種傳統，但實施上這只是在1970年代才流行。近年來橋會於5月1日被關閉以阻止人們跳橋，因爲水很淺，只有2英尺（61）深，有人曾因此嚴重受傷。但還是有人堅持越過障礙跳橋並致使自己受傷。
在 達拉謨, 達拉謨大學的學生聚集在棒禄桥（Prebend's Bridge）看日出並欣賞民謠樂、舞蹈、牧歌演唱及燒烤早餐。這種於2001年觀察到的零星的傳統正在漸漸興起。
在肯特郡惠特斯特布尔（Whitstable）有更傳統的五朔節慶典，1976年復甦的 Jack in the Green 節日引導莫里斯舞者在五月銀行假日穿過城鎮。在罗切斯特也有不同的方式慶祝。

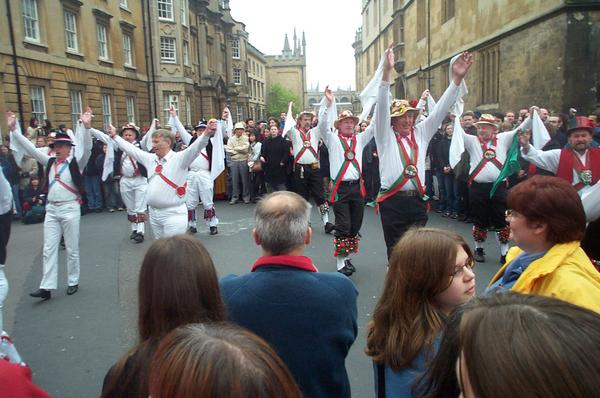
2004年牛津的五朔節莫里斯舞

Maydayrun 活動涉及上千摩托車進行一次55-英里（89-）的自倫敦到東薩塞克斯郡海斯廷斯海滨的行程。這項活動已經有30年歷史了，並且持續吸引這個國家的商業及公共注意力。活動是非官方的，警察之負責交通，志願者管理停車。
康瓦爾郡的（Padstow）每年舉行 「Obby-Oss」 (愛好馬匹) 節日。這被認爲是英國最古老的土壤肥力儀式（fertility rites）之一；慶祝者會和 Oss 一起跳着舞穿過城鎮街道甚至私人花園，伴隨着手豐琴演奏者和身着用紅色或藍色的飾帶裝飾的白衣的演唱傳統「五朔節」歌曲的跟隨者。全鎮用春季綠樹裝飾每年有上千盤觀者參與。19世紀前特殊的五朔節慶典曾在康瓦爾郡流傳甚廣，現又在聖艾夫斯和彭贊斯復甦。
康瓦爾郡的Kingsand、Cawsand 及 Millbrook 在五朔節銀行假日慶祝花船儀式（Flower Boat Ritual）。 黑太子愛德華船的模型身披花朵排成行列從 Millbrook 的碼頭被帶到 Cawsand 的海灘，在這裏他們被拋入水中隨波逐流。村莊的房間一般以花朵裝飾，人們窗同上穿白色及紅色衣物。在 Cawsand 廣場有莫里斯舞及五朔節花柱舞。
在聖安德魯斯大學，一些學生會在4月30日聚集在海灘上並在日出時跑進北海，偶爾裸體。這會伴隨火炬及其他興高采烈的慶典。
愛丁堡及格拉斯哥都會組織五朔節歡慶及集會。在愛丁堡的貝爾丹火焰節在這座城市的卡爾頓山於5月1日前夕舉行，持續到五朔節的開始幾個小時。一個更古老的愛丁堡傳統是攀爬亞瑟座椅（Arthur's Seat）的並用清晨露水洗臉的年輕女性會獲得終身的美麗。

#### 愛爾蘭
五朔節在異教徒時代就同貝爾丹火焰節及瑪麗亞日被慶祝。傳統上人們點燃篝火以以示意漫長冬季的結束及夏季的到來。 官方五朔節假期爲五月的第一個星期一。 篝火等傳統已很少見了，只有某些社區在堅持。比如威克洛（Wicklow）郡的阿克洛（Arklow）。  .

#### 法國
1561年5月1日，國王查理九世收到幸運物（lucky charm）鈴蘭。他決定每年爲宮女（ladies of the court）提供一株鈴蘭。20世紀開始在5月1日贈與一支代表春天的鈴蘭成爲慣例。政府允許個人或工人組織免稅出售這種花。近來人們在選擇贈與喜愛的人的花時一般選擇一束鈴蘭或狗薔薇。

#### 德國
在以哈茨山爲代表的農村地區，源自異教的 Walpurgisnacht 慶典會在五朔節前夕舉行，習俗包括篝火以及包裹一個 Maibaum （五朔節花柱）。年輕人趁機聚會，而這天本身是拿來給家庭外出呼吸新鮮空氣的。 格言：「Tanz in den Mai!」 (「跳舞到五月!」)。在萊茵蘭，5月1日的慶典活動會將花柱——用飄帶包裹的樹——送到女孩子的家門前。樹一般是喜歡的人送的，要是飄帶只有白色的話表示是不喜歡。女性一般在她們喜歡的人的房間用玫瑰或者米擺出心型圖案。一般還會將其貼在窗子上或放在門墊前。
若年份是閏年那麼就該由女性放置花柱。所有行動通常都是祕密的，由個人決定是否提示她/他自己的身份或保持匿名。
五朔節直到1933才正式成爲一個公共節日。同時這天是國際勞動節，許多政黨及工會會舉行有關工作及就業的活動。

#### 芬蘭
年輕人在五朔節前夕慶祝，見芬蘭沃普爾吉斯之夜，以在下午給雕塑加冕學生帽（student cap）聞名。
五朔節在瑞典語中爲 Vappu。這是這個國家唯一的狂歡節式的街道節日，不論老少，特別是學生佩戴着帽子和其他裝飾性衣物在外野餐。
一些芬蘭人會以檸檬、紅糖及酵母製作被稱作 sima 的檸檬汁，這種飲料只含有少量酒精，所以也適合兒童飲用。一些芬蘭人也製作甜甜圈及用相似但更液態的生麵團製作的脆糕點。
氣球及其他裝飾品如蛇紋石隨處可見。

#### 瑞典
更傳統的活動被移動到了前一天沃普爾吉斯之夜，一些本地人也稱之爲「四月最後一天」，而5月1日慶祝的是國際勞動節。

### 美洲

#### 加拿大
五朔節在不列顛哥倫比亞省的部分地區慶祝，但慶典一般在5月1日後的維多利亞日週末才開始。

#### 美國（本土）

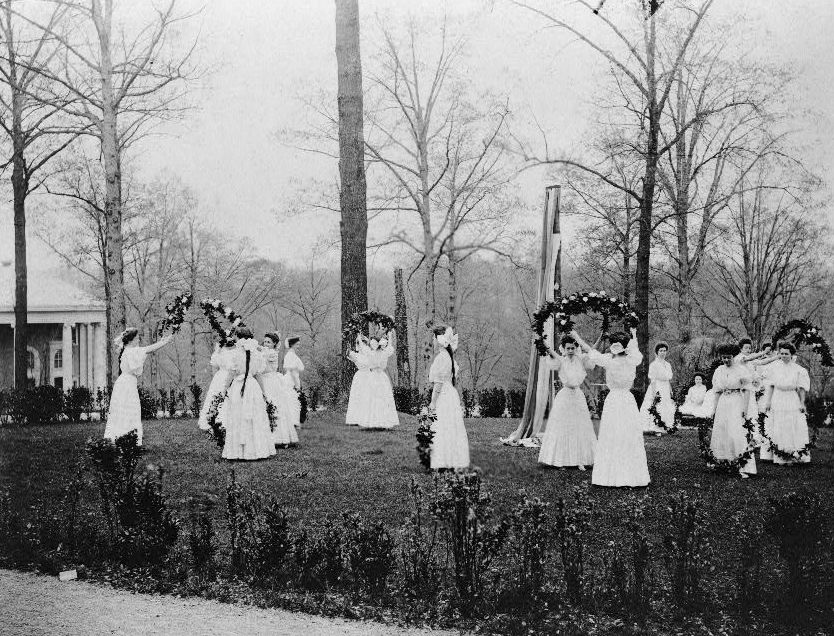
馬里蘭州1907年國家公園神學院（National Park Seminary）的五朔節慶典

一些美洲大陸的歐洲定居者也慶祝五朔節。一些地方的人會製作五月籃子。贈送者按响門鈴後會跑掉，接受禮物的人會試圖抓住逃跑的贈送者。如果被抓住就會親吻。
現代五朔節典禮在美國不同地區存在差異，許多地區結合了異教和勞動節傳統。
5月1日在美國同時也是法律日（Law Day）。

#### 夏威夷
夏威夷的五朔節也叫 Lei 日，一般被保留爲慶祝島嶼文化特別是土著文化。1927年由一位詩人兼藝術家兼本地報紙專欄作家 Don Blanding 發明，由州與本地政府採納並獲得居民的同意，成爲一個慶祝春天到來的節日。Don Blanding 同 Ruth Hawk 創作了傳統假日歌 May Day is Lei Day in Hawaii （五朔節在夏威夷就是 Lei 日）。原本是一種當代狐步音樂，後來編排爲一種現在常見的夏威夷草裙舞（Hula）音樂。